# Pirprofen

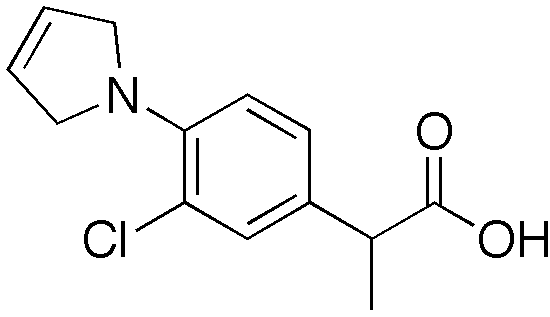
Strukturformel

Pirprofen är ett läkemedel tillhörande gruppen NSAID. Det verkar liksom andra läkemedel inom denna grupp febernedsättande, smärtstillande och antiinflammatoriskt.
Inga läkemedel med pirprofen finns för närvarande på marknaden.